# Campionato FIA di Formula 2 (2009-2012) 2010
Il Campionato FIA di Formula 2 2010 (2010 FIA International Formula Two Championship) è la seconda edizione del campionato di F2, rinato nel 2009. Il campionato inizia il 18 aprile con un weekend di gare presso il Circuito di Silverstone e termina il 19 settembre presso il Circuito di Valencia, dopo 9 weekend di gare. Il campionato viene vinto dal pilota britannico Dean Stoneman.

## La pre-stagione

### Calendario
Il calendario è stato pubblicato il 21 ottobre 2009. La serie ha affrontato per la prima volta gare al di fuori del continente europeo.
| Gara | Gara | Circuito                                     | Giri | Lunghezza              | Data         | Ora   | Note                |
| ---- | ---- | -------------------------------------------- | ---- | ---------------------- | ------------ | ----- | ------------------- |
| 1    | G1   | Circuito di Silverstone                      | 23   | 23×5,141=118,243 km    | 18 aprile    | 11:35 | Evento stand-alone  |
| 1    | G2   | Circuito di Silverstone                      | 23   | 23×5,141=118,243 km    | 18 aprile    | 15:35 | Evento stand-alone  |
| 2    | G1   | Circuito di Marrakech                        | 19   | 19×4,54=86,26 km       | 1º maggio    | 11:15 | assieme al FIA WTCC |
| 2    | G2   | Circuito di Marrakech                        | 19   | 19×4,54=86,26 km       | 2 maggio     | 12:05 | assieme al FIA WTCC |
| 3    | G1   | Autodromo Nazionale Monza                    | 21   | 21×5,793=121,653 km    | 22 maggio    | 11:15 | assieme al FIA WTCC |
| 3    | G2   | Autodromo Nazionale Monza                    | 18   | 18×5,793=104,274 km    | 23 maggio    | 14:05 | assieme al FIA WTCC |
| 4    | G1   | Circuito di Zolder                           | 25   | 25×4,011=100,275 km    | 19 giugno    | 13:20 | assieme al FIA WTCC |
| 4    | G2   | Circuito di Zolder                           | 22   | 22×4,011=88,242 km     | 20 giugno    | 14:00 | assieme al FIA WTCC |
| 5    | G1   | Autódromo Internacional do Algarve, Portimão | 22   | 22×4,692=103,224 km    | 3 luglio     | 13:15 | assieme al FIA WTCC |
| 5    | G2   | Autódromo Internacional do Algarve, Portimão | 19   | 19×4,692=89,148 km     | 4 luglio     | 13:15 | assieme al FIA WTCC |
| 6    | G1   | Circuito di Brands Hatch                     | 28   | 28×3,703 =103,684 km   | 17 luglio    | 11:45 | assieme al FIA WTCC |
| 6    | G2   | Circuito di Brands Hatch                     | 24   | 24×3,703 =88,872 km    | 18 luglio    | 13:05 | assieme al FIA WTCC |
| 7    | G1   | Masaryk Circuit, Brno                        | 20   | 20×5,403 =108,060 km   | 31 luglio    | 13:10 | assieme al FIA WTCC |
| 7    | G2   | Masaryk Circuit, Brno                        | 17   | 17×5,403=91,851 km     | 1º agosto    | 15:50 | assieme al FIA WTCC |
| 8    | G1   | Motorsport Arena Oschersleben                | 24   | 24×3,667=88,008 km     | 4 settembre  | 11:45 | assieme al FIA WTCC |
| 8    | G2   | Motorsport Arena Oschersleben                | 23   | 23×3,667=84,341 km     | 5 settembre  | 14:10 | assieme al FIA WTCC |
| 9    | G1   | Circuito Ricardo Tormo, Valencia             | 25   | 25×4,051 km=101,275 km | 18 settembre | 13:10 | assieme al FIA WTCC |
| 9    | G2   | Circuito Ricardo Tormo, Valencia             | 21   | 21×4,051=85,071 km     | 19 settembre | 14:00 | assieme al FIA WTCC |

### Test
I primi test si svolgono il 3 e 4 dicembre 2009 presso il Circuito di Valencia, con un turno alla mattina e due nel pomeriggio. Sono previsti altri test presso il Circuito di Portimão l'11 e 12 dicembre 2009.
| Circuito    | Data        | Pilota più veloce  | Tempo    |      |      |      |      |      |      |      |
| 2009        | 2009        | 2009               | 2009     | 2009 | 2009 | 2009 | 2009 | 2009 | 2009 | 2009 |
| ----------- | ----------- | ------------------ | -------- | ---- | ---- | ---- | ---- | ---- | ---- | ---- |
| Valencia    | 3 dicembre  | Ramón Piñeiro      | 1:27.572 |      |      |      |      |      |      |      |
| Valencia    | 3 dicembre  | Johan Jokinen      | 1:28.175 |      |      |      |      |      |      |      |
| Valencia    | 3 dicembre  | Johan Jokinen      | 1:26.736 |      |      |      |      |      |      |      |
| Valencia    | 4 dicembre  | Johan Jokinen      | 1:26.106 |      |      |      |      |      |      |      |
| Valencia    | 4 dicembre  | Kevin Mirocha      | 1:26.633 |      |      |      |      |      |      |      |
| Portimão    | 11 dicembre | Dean Smith         | 1:35.660 |      |      |      |      |      |      |      |
| Portimão    | 11 dicembre | Kazim Vasiliauskas | 1:36.593 |      |      |      |      |      |      |      |
| Portimão    | 11 dicembre | Kazim Vasiliauskas | 1:35.437 |      |      |      |      |      |      |      |
| Portimão    | 12 dicembre | Dean Smith         | 1:35.599 |      |      |      |      |      |      |      |
| Portimão    | 12 dicembre | Johan Jokinen      | 1:36.152 |      |      |      |      |      |      |      |
| Portimão    | 12 dicembre | Jolyon Palmer      | 1:35.519 |      |      |      |      |      |      |      |
| 2010        |             |                    |          |      |      |      |      |      |      |      |
| Snetterton  | 6 aprile    | Jolyon Palmer      | 59.512   |      |      |      |      |      |      |      |
| Snetterton  | 7 aprile    | Dean Stoneman      | 58.535   |      |      |      |      |      |      |      |
| Silverstone | 12 aprile   | Jolyon Palmer      | 1:36.576 |      |      |      |      |      |      |      |

### Presentazione della vettura
La vettura utilizzata nel campionato, erede di quella utilizzata nella stagione 2009, viene denominata JPH1B F2 e viene presentata il 4 febbraio 2010 sul Circuito di Barcellona.

## Piloti
Questa è la lista dei piloti che prendono parte alla stagione:
- Tutti i piloti corrono per il team Motorsport Vision

| Nº | Pilota               | Weekend di gara | Sponsor                         |
| -- | -------------------- | --------------- | ------------------------------- |
| 2  | Will Bratt           | Tutti           | Michelangelo Search             |
| 3  | Jolyon Palmer        | Tutti           | Comma                           |
| 4  | Benjamin Bailly      | Tutti           | RACB                            |
| 5  | Ricardo Teixeira     | Tutti           | Sonangol                        |
| 6  | Armaan Ebrahim       | Tutti           | JK Racing                       |
| 7  | Ivan Samarin         | Tutti           | Luding                          |
| 8  | Plamen Kralev        | Tutti           | Bulgarian State Agency Tourism  |
| 9  | Mihai Marinescu      | Tutti           | KG Celan Energy                 |
| 10 | Benjamin Lariche     | Tutti           | Quick Sorel                     |
| 11 | Jack Clarke          | Tutti           | KSS Design                      |
| 12 | Kelvin Snoeks        | 1-5, 7-9        | HDI Gerling / Snoeks Automotive |
| 14 | Sergej Afanas'ev     | Tutti           | Lukoil                          |
| 16 | Ramón Piñeiro        | 9               | Caja Madrid                     |
| 17 | Johan Jokinen        | 1-3             | DASV/Dansk Metal                |
| 19 | Nicola De Marco      | Tutti           | SpritzOne                       |
| 21 | Kazim Vasiliauskas   | Tutti           | Darsena                         |
| 22 | Johannes Theobald    | 8-9             |                                 |
| 24 | Tom Gladdis          | 1, 6-7          |                                 |
| 26 | Parthiva Sureshwaren | 1-6             | Indigo/Ice Blue                 |
| 27 | Paul Rees            | 1-4             | Darsena                         |
| 28 | Ajith Kumar          | 1-3             | Goodwil Motorsport              |
| 28 | Julian Theobald      | 6-9             | TRP Track Racing & Promotion KG |
| 33 | Philipp Eng          | Tutti           |                                 |
| 48 | Dean Stoneman        | Tutti           | Silver Lining                   |
| 77 | Natalia Kowalska     | 1-7, 9          | Cyfra+                          |

### Mercato piloti
Entranti nel campionato
- Sergej Afanas'ev: International Formula Master (JD Motorsport)
- José Alonso Liste: Formula Palmer Audi (MotorSport Vision)
- Benjamin Bailly: Formul'Academy Euro Series
- Will Bratt: Euroseries 3000 (EmiliodeVillota.com Motorsport)
- Johan Jokinen: Formula 3 Euro Series (Kolles & Heinz Union)
- Natalia Kowalska: Anno sabbatico
- Plamen Kralev: International GT Open (Vittoria Competizioni)
- Ajith Kumar: Anno sabbatico
- Benjamin Lariche: Eurocup Formula Renault 2.0 & Formula Renault 2.0 West European Cup (Pole Services)
- Paul Rees: Formula Palmer Audi (MotorSport Vision)
- Ivan Samarin: Campionato russo di F3 (Art-Line Engineering & AKM Racing Team)
- Kelvin Snoeks: International Formula Master (AR Motorsport)
- Dean Stoneman: Formula Renault UK (Alpine Motorsport)
- Parthiva Sureshwaren: A1 Grand Prix (A1 Team India)
- Ricardo Teixeira: GP2 Series (Trident Racing)

Uscenti dal campionato
- Michail Alëšin: Formula Renault 3.5 Series (Carlin)
- Mirko Bortolotti: GP3 Series (Addax Team)
- Alex Brundle: F3 inglese (T-Sport)
- Natacha Gachnang: FIA GT1 World Championship (Matech Competition)
- Tobias Hegewald: GP3 Series (RSC Mücke Motorsport)
- Julien Jousse: Superleague Formula (A.S. Roma)
- Edoardo Piscopo: Le Mans Series (DAMS)
- Tristan Vautier: Star Mazda Championship (Andersen Racing)
- Robert Wickens: GP3 Series (Status Grand Prix)

## Premi al vincitore
Come nella stagione precedente, il vincitore della serie ottiene la possibilità di compiere un test con la Williams dando così la possibilità di valutare la sua capacità di guidare una vettura di Formula 1. Ai piloti che giungeranno nei primi tre posti della classifica verrà concessa la Superlicenza.

## Copertura televisiva
Le gare vengono trasmesse da Eurosport  in diretta sul canale Eurosport International o su Eurosport 2. Verranno trasmesse in diretta o differita su British Eurosport e Eurosport Asia-Pacific.
La maggior parte delle gare sarà trasmessa in 16:9 e in alta definizione. Le gare saranno inoltre visibili sul sito dell'organizzazione.

## Modifiche al regolamento

### Regolamento sportivo
Il numero delle vetture ammesse passa da 26 a 30. Viene abolito il pit-stop obbligatorio, inoltre vi sono modifiche nelle procedure della safety car, in caso di penalizzazione del pilota e in caso di interruzione della gara. Le gare vengono allungate nella durata a 40 minuti.
Viene adottato lo stesso schema di punteggio introdotto dal 2010 in Formula 1.
| Sistema di punteggio | Sistema di punteggio | Sistema di punteggio | Sistema di punteggio | Sistema di punteggio | Sistema di punteggio | Sistema di punteggio | Sistema di punteggio | Sistema di punteggio | Sistema di punteggio | Sistema di punteggio |
| Posizione            | 1º                   | 2º                   | 3º                   | 4º                   | 5º                   | 6º                   | 7º                   | 8º                   | 9º                   | 10º                  |
| -------------------- | -------------------- | -------------------- | -------------------- | -------------------- | -------------------- | -------------------- | -------------------- | -------------------- | -------------------- | -------------------- |
| In vigore nel 2009   | 10                   | 8                    | 6                    | 5                    | 4                    | 3                    | 2                    | 1                    |                      |                      |
| In vigore dal 2010   | 25                   | 18                   | 15                   | 12                   | 10                   | 8                    | 6                    | 4                    | 2                    | 1                    |

### Regolamento tecnico
Come annunciato dal Consiglio Mondiale della FIA durante un incontro a dicembre 2009, la potenza delle vetture viene portata a 425 cv, dai 400 del 2009. L'overboost viene inoltre incrementato da 50 CV a 55, portando così la massima potenza a 480 cv. La vettura, denominata ora JPH1B, è migliorata anche dal punto di vista dell'aerodinamica e dell'effetto suolo, inoltre il peso è stato ridotto di circa 25 kg. Vengono modificate anche le dimensioni degli pneumatici e la loro mescola.

## Risultati e classifiche

### Risultati
| Gara | Gara | Circuito     | Tempo     | Velocità    | Pole position      | GPV                | Vincitore          |
| ---- | ---- | ------------ | --------- | ----------- | ------------------ | ------------------ | ------------------ |
| 1    | G1   | Silverstone  | 38:07.958 | 185,86 km/h | Jolyon Palmer      | Jolyon Palmer      | Jolyon Palmer      |
| 1    | G2   | Silverstone  | 38:16.660 | 185,15 km/h | Philipp Eng        | Philipp Eng        | Philipp Eng        |
| 2    | G1   | Marrakech    | 42:59.528 | 120,51 km/h | Dean Stoneman      | Dean Stoneman      | Dean Stoneman      |
| 2    | G2   | Marrakech    | 35:42.174 | 128,84 km/h | Philipp Eng        | Dean Stoneman      | Philipp Eng        |
| 3    | G1   | Monza        | 38:49.352 | 187,53 km/h | Jolyon Palmer      | Johan Jokinen      | Jolyon Palmer      |
| 3    | G2   | Monza        | 30:51.520 | 202,14 km/h | Jolyon Palmer      | Mihai Marinescu    | Jolyon Palmer      |
| 4    | G1   | Zolder       | 38:01.434 | 157,81 km/h | Dean Stoneman      | Dean Stoneman      | Dean Stoneman      |
| 4    | G2   | Zolder       | 31:10.817 | 169,35 km/h | Benjamin Bailly    | Sergej Afanas'ev   | Benjamin Bailly    |
| 5    | G1   | Algarve      | 37:35.402 | 163,35 km/h | Jolyon Palmer      | Jolyon Palmer      | Jolyon Palmer      |
| 5    | G2   | Algarve      | 31:37.784 | 167,65 km/h | Jolyon Palmer      | Dean Stoneman      | Dean Stoneman      |
| 6    | G1   | Brands Hatch | 36:38.208 | 169,85 km/h | Dean Stoneman      | Dean Stoneman      | Dean Stoneman      |
| 6    | G2   | Brands Hatch | 31:32.628 | 169,10 km/h | Kazim Vasiliauskas | Dean Stoneman      | Philipp Eng        |
| 7    | G1   | Brno         | 36:20.232 | 178,42 km/h | Dean Stoneman      | Nicola De Marco    | Nicola De Marco    |
| 7    | G2   | Brno         | 31:04.799 | 177,31 km/h | Dean Stoneman      | Jolyon Palmer      | Jolyon Palmer      |
| 8    | G1   | Oschersleben | 40:11.982 | 132,39 km/h | Sergej Afanas'ev   | Nicola De Marco    | Dean Stoneman      |
| 8    | G2   | Oschersleben | 31:40.254 | 161,04 km/h | Dean Stoneman      | Kazim Vasiliauskas | Dean Stoneman      |
| 9    | G1   | Valencia     | 37:59.082 | 158,15 km/h | Nicola De Marco    | Will Bratt         | Nicola De Marco    |
| 9    | G2   | Valencia     | 31:37.175 | 159,59 km/h | Kazim Vasiliauskas | Kazim Vasiliauskas | Kazim Vasiliauskas |

### Classifica piloti
| Pos | Pilota               | SIL 1 | SIL 2 | MAR 1 | MAR 2 | MON 1 | MON 2 | ZOL 1 | ZOL 2 | ALG 1 | ALG 2 | BRH 1 | BRH 2 | BRN 1 | BRN 2 | OSC 1 | OSC 2 | VAL 1 | VAL 2 | Punti |
| --- | -------------------- | ----- | ----- | ----- | ----- | ----- | ----- | ----- | ----- | ----- | ----- | ----- | ----- | ----- | ----- | ----- | ----- | ----- | ----- | ----- |
| 1   | Dean Stoneman        | 2     | Rit   | 1     | 2     | 2     | 4     | 1     | 3     | 11    | 1     | 1     | 12    | 2     | 2     | 1     | 1     | 9     | 3     | 284   |
| 2   | Jolyon Palmer        | 1     | 2     | Rit   | 5     | 1     | 1     | 2     | 2     | 1     | 2     | 8     | Rit   | 5     | 1     | 3     | 12    | 7     | 13    | 242   |
| 3   | Sergej Afanas'ev     | 3     | 6     | 8     | 7     | 17†   | 2     | 4     | 15†   | 9     | 12    | 6     | 5     | 3     | 4     | 4     | 3     | 5     | 5     | 157   |
| 4   | Kazim Vasiliauskas   | 5     | 7     | 10    | 4     | 3     | Rit   | 3     | 7     | 4     | Rit   | 11    | Rit   | 11    | 3     | 2     | 2     | Rit   | 1     | 153   |
| 5   | Will Bratt           | 6     | 5     | Rit   | 3     | 4     | 3     | 14†   | 5     | NC    | 5     | 4     | 3     | 8     | 10    | 6     | 7     | 2     | 15    | 144   |
| 6   | Philipp Eng          | 4     | 1     | 2     | 1     | 11    | Rit   | 15    | 12    | 15    | 6     | 10    | 1     | 6     | 18†   | 7     | 9     | 4     | 11    | 142   |
| 7   | Benjamin Bailly      | 11    | 11    | Rit   | Rit   | 6     | 6     | 6     | 1     | 2     | 3     | 13    | 11    | 4     | 5     | 5     | 5     | 8     | 9     | 130   |
| 8   | Nicola De Marco      | 9     | 10    | Rit   | Rit   | Rit   | Rit   | 10    | Rit   | 5     | 7     | 7     | 4     | 1     | 6     | 9     | 15†   | 1     | Rit   | 98    |
| 9   | Jack Clarke          | Rit   | 4     | Rit   | Rit   | Rit   | 12    | Rit   | 4     | 3     | Rit   | 2     | 8     | Rit   | 9     | 12    | NP    | 16    | 2     | 81    |
| 10  | Armaan Ebrahim       | 8     | 9     | 6     | 6     | Rit   | 5     | 5     | Rit   | 7     | Rit   | 9     | 7     | Rit   | 13    | 11    | 10    | 3     | 7     | 78    |
| 11  | Mihai Marinescu      | 7     | 8     | Rit   | 14    | 5     | 16    | 8     | 6     | 12    | 4     | 12    | 6     | 16    | 11    | 13    | 6     | 13    | 6     | 68    |
| 12  | Ivan Samarin         | SQ    | 15    | 4     | Rit   | 12    | 8     | 7     | 8     | 13    | 8     | 3     | 9     | 14    | 16    | Rit   | 8     | 10    | 4     | 64    |
| 13  | Kelvin Snoeks        | 12    | Rit   | 3     | 9     | 13    | Rit   | 11    | 10    | Rit   | Rit   |       |       | 7     | 8     | 8     | 4     | 12    | 8     | 48    |
| 14  | Benjamin Lariche     | 10    | 19†   | 9     | 10    | 8     | 9     | Rit   | 9     | 8     | 10    | 14    | 10    | 10    | 7     | Rit   | 11    | 6     | 14    | 33    |
| 15  | Tom Gladdis          | Rit   | Rit   |       |       |       |       |       |       |       |       | 5     | 2     | 12    | 12    |       |       |       |       | 28    |
| 16  | Ricardo Teixeira     | 17†   | 14    | 5     | Rit   | 16†   | 13    | 9     | Rit   | 6     | Rit   | 16    | 16    | 9     | Rit   | 10    | 16†   | 14    | 18†   | 23    |
| 17  | Johan Jokinen        | Rit   | 3     | Rit   | Rit   | 7     | Rit   |       |       |       |       |       |       |       |       |       |       |       |       | 21    |
| 18  | Paul Rees            | 13    | 13    | 7     | 8     | 9     | 7     | 13    | 13    |       |       |       |       |       |       |       |       |       |       | 18    |
| 19  | Natalia Kowalska     | 14    | 12    | Rit   | 11    | Rit   | 14    | Rit   | 11    | 10    | 9     | 15    | 13    | Rit   | 14    |       |       | Rit   | 16    | 3     |
| 20  | Plamen Kralev        | 15    | 17    | 12    | 12    | 10    | 11    | Rit   | 14    | Rit   | Rit   | Rit   | 15    | 15    | 17    | 15    | 14    | 17    | 17    | 1     |
| 21  | Parthiva Sureshwaren | 16    | 16    | 11    | Rit   | 15    | 10    | 12    | Rit   | 14    | 11    | 18    | 14    |       |       |       |       |       |       | 1     |
| 22  | Ramón Piñeiro        |       |       |       |       |       |       |       |       |       |       |       |       |       |       |       |       | 15    | 10    | 1     |
| 23  | Johannes Theobald    |       |       |       |       |       |       |       |       |       |       |       |       |       |       | 16    | 13    | 11    | 12    | 0     |
| 24  | Ajith Kumar          | 18    | 18    | 13    | 13†   | 14    | 15    |       |       |       |       |       |       |       |       |       |       |       |       | 0     |
| 25  | Julian Theobald      |       |       |       |       |       |       |       |       |       |       | 17    | 17    | 13    | 15    | 14    | Rit   |       |       | 0     |
| Pos | Pilota               | SIL 1 | SIL 2 | MAR 1 | MAR 2 | MON 1 | MON 2 | ZOL 1 | ZOL 2 | ALG 1 | ALG 2 | BRH 1 | BRH 2 | BRN 1 | BRN 2 | OSC 1 | OSC 2 | VAL 1 | VAL 2 | Punti |

| Colore  | Risultato             |
| ------- | --------------------- |
| Oro     | Vincitore             |
| Argento | 2º posto              |
| Bronzo  | 3º posto              |
| Verde   | Finito a punti        |
| Blu     | Finito senza punti    |
| Viola   | Ritirato (Rit)        |
| Viola   | Non classificato (NC) |
| Rosso   | Non qualificato (NQ)  |
| Nero    | Squalificato (SQ)     |
| Bianco  | Non partito (NP)      |
| Bianco  | Non ha gareggiato     |
| Bianco  | Infortunato (INF)     |
| Bianco  | Escluso (ES)          |
| Bianco  | Gara cancellata (C)   |